# Adelopithecus
Adelopithecus es un género extinto de primates cercopitécidos. Solo se conoce una especie: Adelopithecus hypsilophus.